# Куевас-дель-Альмансора
Куевас-дель-Альмансора (ісп. Cuevas del Almanzora) — муніципалітет в Іспанії, у складі автономної спільноти Андалусія, у провінції Альмерія. Населення — 12 891 особа (2010).
Муніципалітет розташований на відстані близько 380 км на південний схід від Мадрида, 75 км на північний схід від Альмерії.
На території муніципалітету розташовані такі населені пункти: (дані про населення за 2010 рік)
- Ель-Аланчете: 79 осіб
- Ера-Альта: 28 осіб
- Бурхулу: 239 осіб
- Куатро-Ігерас: 32 особи
- Ла-Ріоха: 8 осіб
- Лос-Альгарробос: 0 осіб
- Ель-Кальгерін: 59 осіб
- Куевас-дель-Альмансора: 5868 осіб
- Лас-Купільяс: 68 осіб
- Хордана: 0 осіб
- Каньяда-де-Лорка: 2 особи
- Кунас: 31 особа
- Лас-Орільяс: 23 особи
- Ла-Альгарробіна: 97 осіб
- Гріма: 43 особи
- Каналехас: 48 осіб
- Гуасамара: 595 осіб
- Лос-Гіраос: 183 особи
- Ель-Ларго: 150 осіб
- Ель-Віскаїно: 20 осіб
- Лос-Лобос: 378 осіб
- Ель-Моліно-дель-Тарааль: 14 осіб
- Лос-Пердігонес: 15 осіб
- Ель-Посо-дель-Еспарто: 102 особи
- Ель-Томільяр: 3 особи
- Пуенте-Хаула: 18 осіб
- Альхарілья: 145 осіб
- Ель-Мартінете: 409 осіб
- Лос-Сілос: 4 особи
- Лас-Ерреріас: 275 осіб
- Ла-Мулерія: 124 особи
- Лос-Покос-Больйос: 35 осіб
- Ель-Артеаль: 18 осіб
- Лас-Росас: 32 особи
- Паломарес: 1575 осіб
- Арнілья: 29 осіб
- Хукайні: 149 осіб
- Ла-Портілья: 337 осіб
- Ель-Морро: 305 осіб
- Ель-Реаленго: 448 осіб
- Ель-Руладор: 199 осіб
- Ла-Бальябона: 11 осіб
- Сірера: 29 осіб
- Вільярікос: 664 особи

## Демографія
Динаміка населення (INE ):

## Галерея зображень

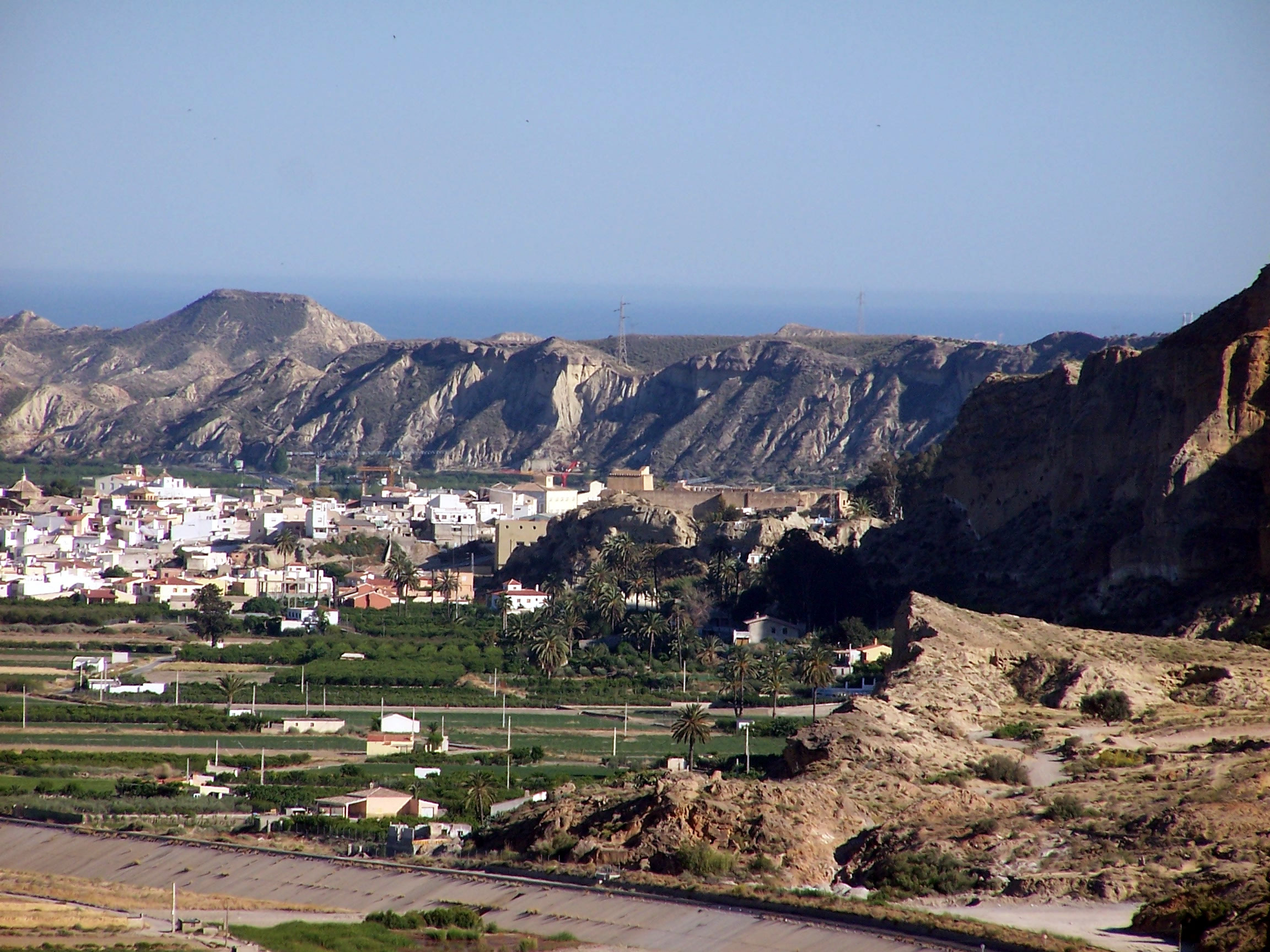
Куевас-дель-Альмансора